# Renault Mégane
De Renault Mégane is een compacte middenklassemodel van de Franse autobouwer Renault. In 1995 werd deze auto gepresenteerd als opvolger voor de Renault 19. Kenmerkend aan de Mégane is het grote aantal carrosserievarianten. De op basis van de eerste generatie ontwikkelde (Mégane) Scénic was de eerste compacte MPV in zijn soort en stond model voor later geïntroduceerde concurrenten. Sinds 2016 staat de vierde generatie van de Mégane in de showroom.

## Eerste generatie

### Kenmerken
De eerste Mégane werd geïntroduceerd in 1995 als opvolger van de Renault 19. Technisch borduurde de auto voort op zijn voorganger, al werd de wielbasis wel met enkele centimeters vergroot. De Mégane kende in eerste instantie drie carrosserievarianten: een hatchback, sedan (Classic) en een coupé. In 1996 kwam daar een midi-MPV, de Mégane Scénic, bij. In 1997 kwam de op de coupé gebaseerde cabriolet met stoffen dak, waarvan de carrosserie en het dakmechanisme afkomstig waren van het Duitse Karmann. Voor het eerst bood Renault in dit segment een stationwagon aan, die het merk Break noemde. Deze werd pas geïntroduceerd toen de Mégane in 1999 een facelift kreeg. De Scénic werd sindsdien niet meer onder de naam Mégane verkocht, maar werd een apart model.
In totaal heeft Renault ongeveer 5 miljoen exemplaren verkocht (inclusief de Mégane Scénic) tot in 2003 geproduceerd.

### Facelift 1999

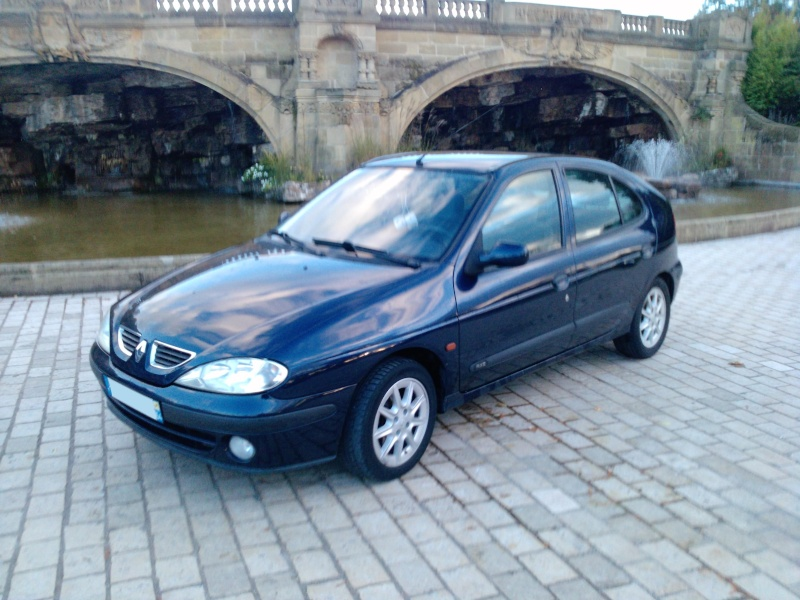
Renault Mégane I phase 2

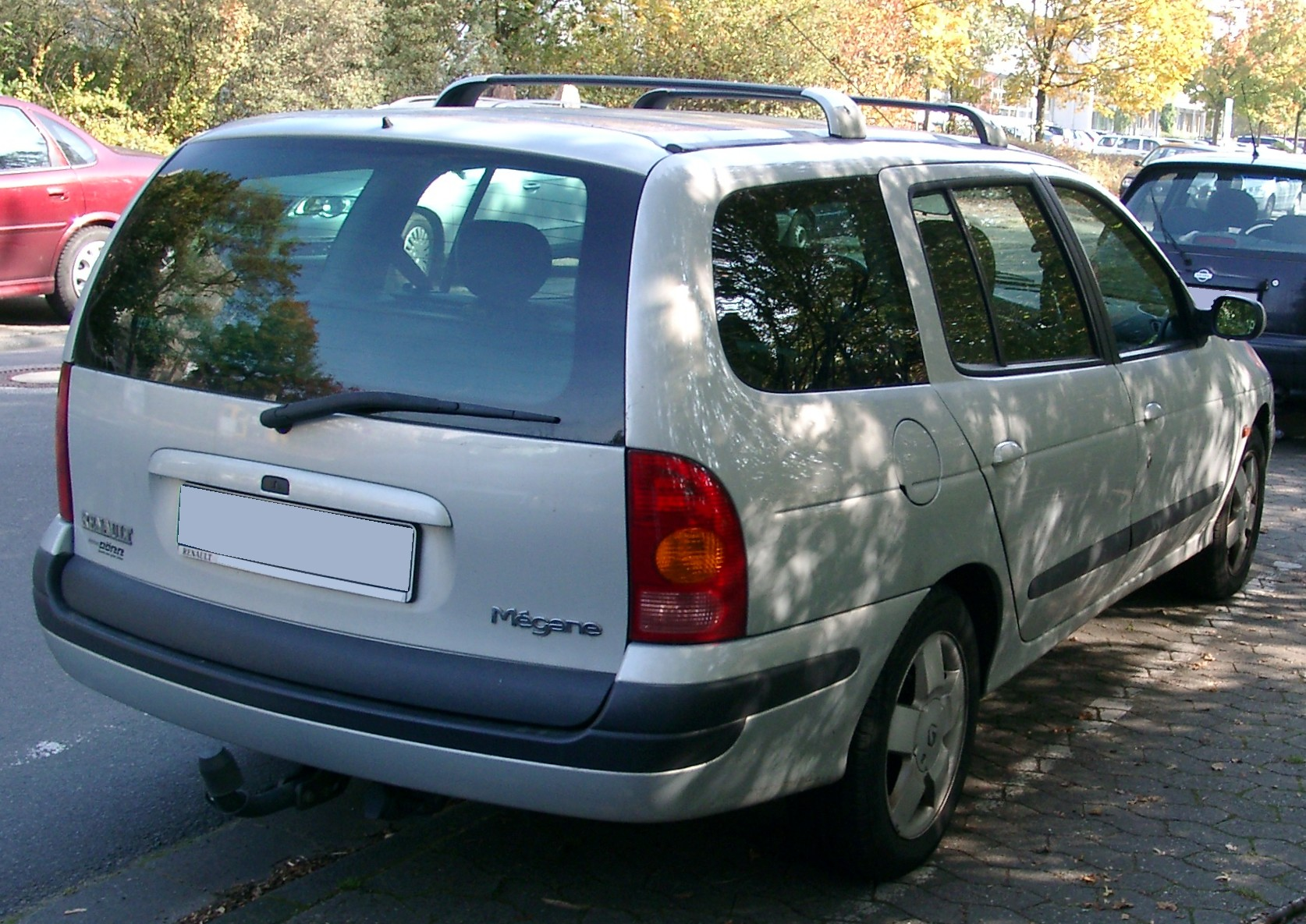
Renault Mégane Break

In 1999 introduceerde Renault een gefacelifte Mégane. Deze werd door Renault Phase 2 genoemd en hield vooral in dat de voorkant op de schop ging. De op de Renault 16 geïnspireerde neus werd vervangen door een voorkant met een gescheiden grille en heldere koplampen. De achterkant kreeg eveneens heldere achterlichten en het interieur werd licht veranderd. Zo kreeg de Mégane een nieuw stuurwiel en instrumentarium en werd de bekleding van de stoelen vernieuwd. Nieuwe lichtmetalen velgen waren onderdeel van de facelift. Tot slot pakte Renault de motoren aan (zie tabel).

### Uitvoeringen vanaf 1999
Bij de introductie van de Mégane gebruikte Renault de voorheen bekende namen zoals 'RL', 'RN' en 'RT', bij de phase 2 stapte Renault op namen over.
- Authentique: standaard onder andere ABS, vier airbags, centrale vergrendeling met afstandsbediening, elektrische ramen vóór, toerenteller, lendensteun, regensensor en stof/velours bekleding
- Expression: extra t.o.v. Authentique onder andere airco, elektrisch verstel- en verwarmbare buitenspiegels in carrosseriekleur, boordcomputer, warmtewerend voorruit, chromen grille en veloursbekleding
- Dynamique: extra t.o.v. Expression onder andere lichtmetalen velgen, achterspoiler (5-deurs), mistlampen vóór, radio en cd-speler met bediening achter het stuurwiel (leder), sportstoelen, middensteun vóór/achter, elektrische ramen achter, honinggraat grille in plaats van chroom, buitenhandgrepen in kleur, 'alu-look' op dashboard en stof/veloursbekleding
- Privilège: extra t.o.v. Expression onder andere lichtmetalen velgen, mistlampen vóór, radio en cd-speler met bediening achter het stuurwiel (leder), middenarmsteun vóór/achter, elektrische ramen achter, buitenhandgrepen in kleur en alcantara/velours bekleding

### Motoren
Gegevens van de basismodellen:

#### Benzine
| Mégane Hatchback | Mégane Hatchback | Mégane Hatchback | Mégane Hatchback | Mégane Hatchback    | Mégane Hatchback    | Mégane Hatchback | Mégane Hatchback | Mégane Hatchback |
| Type             | Motor            | Motor            | Motor            | Vermogen            | Koppel              | 0–100 km/h       | Topsnelheid      | Jaartal          |
| Type             | Inhoud           | Cilinders        | Kleppen          | Vermogen            | Koppel              | 0–100 km/h       | Topsnelheid      | Jaartal          |
| ---------------- | ---------------- | ---------------- | ---------------- | ------------------- | ------------------- | ---------------- | ---------------- | ---------------- |
| 1.4              | 1.390 cm³        | 4-in-lijn        | 8V               | 70 pk bij 6000 tpm  | 105 Nm bij 4000 tpm | 14,5 s           | 168 km/h         | 1996 - 1999      |
| 1.4e             | 1.390 cm³        | 4-in-lijn        | 8V               | 75 pk bij 6000 tpm  | 107 Nm bij 4000 tpm | 14,3 s           | 170 km/h         | 1996 - 1999      |
| 1.4e             | 1.390 cm³        | 4-in-lijn        | 8V               | 75 pk bij 6000 tpm  | 114 Nm bij 4000 tpm | 13,8 s           | 170 km/h         | 1999 - 2000      |
| 1.6e             | 1.598 cm³        | 4-in-lijn        | 8V               | 90 pk bij 5000 tpm  | 137 Nm bij 4000 tpm | 11,5 s           | 184 km/h         | 1996 - 1999      |
| 1.4 16V          | 1.390 cm³        | 4-in-lijn        | 16V              | 95 pk bij 6000 tpm  | 127 Nm bij 3750 tpm | 11,8 s           | 184 km/h         | 1999 - 2002      |
| 1.6 16V          | 1.598 cm³        | 4-in-lijn        | 16V              | 110 pk bij 5750 tpm | 148 Nm bij 3750 tpm | 9,8 s            | 195 km/h         | 1999 - 2000      |
| 1.6 16V          | 1.598 cm³        | 4-in-lijn        | 16V              | 107 pk bij 5750 tpm | 148 Nm bij 3750 tpm | 9,8 s            | 195 km/h         | 2000 - 2002      |
| 2.0              | 1.998 cm³        | 4-in-lijn        | 8V               | 115 pk bij 5400 tpm | 168 Nm bij 4250 tpm | 9,7 s            | 197 km/h         | 1996 - 1999      |
| 1.8 16V          | 1.783 cm³        | 4-in-lijn        | 16V              | 115 pk bij 5750 tpm | 158 Nm bij 3750 tpm | 8,9 s            | 199 km/h         | 2000 - 2002      |
| 2.0 16V          | 1.998 cm³        | 4-in-lijn        | 16V              | 150 pk bij 6000 tpm | 185 Nm bij 4500 tpm | 8,7 s            | 210 km/h         | 1996 - 1999      |

| Mégane Sedan | Mégane Sedan | Mégane Sedan | Mégane Sedan | Mégane Sedan        | Mégane Sedan        | Mégane Sedan | Mégane Sedan | Mégane Sedan |
| Type         | Motor        | Motor        | Motor        | Vermogen            | Koppel              | 0–100 km/h   | Topsnelheid  | Jaartal      |
| Type         | Inhoud       | Cilinders    | Kleppen      | Vermogen            | Koppel              | 0–100 km/h   | Topsnelheid  | Jaartal      |
| ------------ | ------------ | ------------ | ------------ | ------------------- | ------------------- | ------------ | ------------ | ------------ |
| 1.4e         | 1.390 cm³    | 4-in-lijn    | 8V           | 75 pk bij 6000 tpm  | 107 Nm bij 4000 tpm | 14,3 s       | 170 km/h     | 1996 - 1999  |
| 1.4e         | 1.390 cm³    | 4-in-lijn    | 8V           | 75 pk bij 6000 tpm  | 114 Nm bij 4000 tpm | 14,0 s       | 173 km/h     | 1999 - 2000  |
| 1.6e         | 1.598 cm³    | 4-in-lijn    | 8V           | 90 pk bij 5000 tpm  | 137 Nm bij 4000 tpm | 11,5 s       | 184 km/h     | 1996 - 1999  |
| 1.4 16V      | 1.390 cm³    | 4-in-lijn    | 16V          | 95 pk bij 6000 tpm  | 127 Nm bij 3750 tpm | 11,9 s       | 189 km/h     | 1999 - 2000  |
| 1.4 16V      | 1.390 cm³    | 4-in-lijn    | 16V          | 95 pk bij 6000 tpm  | 127 Nm bij 3750 tpm | 11,8 s       | 184 km/h     | 2000 - 2003  |
| 1.6 16V      | 1.598 cm³    | 4-in-lijn    | 16V          | 110 pk bij 5750 tpm | 148 Nm bij 3750 tpm | 9,9 s        | 198 km/h     | 1999 - 2000  |
| 1.6 16V      | 1.598 cm³    | 4-in-lijn    | 16V          | 107 pk bij 5750 tpm | 148 Nm bij 3750 tpm | 9,8 s        | 195 km/h     | 2000 - 2003  |
| 2.0          | 1.998 cm³    | 4-in-lijn    | 8V           | 115 pk bij 5400 tpm | 168 Nm bij 4250 tpm | 9,7 s        | 197 km/h     | 1996 - 1999  |
| 1.8 16V      | 1.783 cm³    | 4-in-lijn    | 16V          | 115 pk bij 5750 tpm | 158 Nm bij 3750 tpm | 8,9 s        | 199 km/h     | 2000 - 2003  |

| Mégane Break | Mégane Break | Mégane Break | Mégane Break | Mégane Break        | Mégane Break        | Mégane Break | Mégane Break | Mégane Break |
| Type         | Motor        | Motor        | Motor        | Vermogen            | Koppel              | 0–100 km/h   | Topsnelheid  | Jaartal      |
| Type         | Inhoud       | Cilinders    | Kleppen      | Vermogen            | Koppel              | 0–100 km/h   | Topsnelheid  | Jaartal      |
| ------------ | ------------ | ------------ | ------------ | ------------------- | ------------------- | ------------ | ------------ | ------------ |
| 1.4e         | 1.390 cm³    | 4-in-lijn    | 8V           | 75 pk bij 6000 tpm  | 114 Nm bij 4000 tpm | 14,1 s       | 166 km/h     | 1999 - 2000  |
| 1.4 16V      | 1.390 cm³    | 4-in-lijn    | 16V          | 95 pk bij 6000 tpm  | 127 Nm bij 3750 tpm | 12,0 s       | 182 km/h     | 1999 - 2003  |
| 1.6 16V      | 1.598 cm³    | 4-in-lijn    | 16V          | 110 pk bij 5750 tpm | 148 Nm bij 3750 tpm | 10,3 s       | 193 km/h     | 1999 - 2000  |
| 1.6 16V      | 1.598 cm³    | 4-in-lijn    | 16V          | 107 pk bij 5750 tpm | 148 Nm bij 3750 tpm | 10,3 s       | 193 km/h     | 2000 - 2003  |
| 1.8 16V      | 1.783 cm³    | 4-in-lijn    | 16V          | 115 pk bij 5750 tpm | 158 Nm bij 3750 tpm | 9,5 s        | 197 km/h     | 2000 - 2003  |

| Mégane Coupé | Mégane Coupé | Mégane Coupé | Mégane Coupé | Mégane Coupé        | Mégane Coupé        | Mégane Coupé | Mégane Coupé | Mégane Coupé |
| Type         | Motor        | Motor        | Motor        | Vermogen            | Koppel              | 0–100 km/h   | Topsnelheid  | Jaartal      |
| Type         | Inhoud       | Cilinders    | Kleppen      | Vermogen            | Koppel              | 0–100 km/h   | Topsnelheid  | Jaartal      |
| ------------ | ------------ | ------------ | ------------ | ------------------- | ------------------- | ------------ | ------------ | ------------ |
| 1.6e         | 1.598 cm³    | 4-in-lijn    | 8V           | 90 pk bij 5000 tpm  | 137 Nm bij 4000 tpm | 11,3 s       | 184 km/h     | 1996 - 1999  |
| 1.4 16V      | 1.390 cm³    | 4-in-lijn    | 16V          | 95 pk bij 6000 tpm  | 127 Nm bij 3750 tpm | 11,4 s       | 187 km/h     | 1999 - 2002  |
| 1.6 16V      | 1.598 cm³    | 4-in-lijn    | 16V          | 110 pk bij 5750 tpm | 148 Nm bij 3750 tpm | 9,6 s        | 198 km/h     | 1999 - 2000  |
| 1.6 16V      | 1.598 cm³    | 4-in-lijn    | 16V          | 107 pk bij 5750 tpm | 148 Nm bij 3750 tpm | 9,6 s        | 198 km/h     | 2000 - 2002  |
| 2.0          | 1.998 cm³    | 4-in-lijn    | 8V           | 115 pk bij 5400 tpm | 168 Nm bij 4250 tpm | 9,5 s        | 200 km/h     | 1996 - 1999  |
| 2.0 16V      | 1.998 cm³    | 4-in-lijn    | 16V          | 150 pk bij 6000 tpm | 185 Nm bij 4500 tpm | 8,6 s        | 215 km/h     | 1996 - 1999  |
| 2.0 16V IDE  | 1.998 cm³    | 4-in-lijn    | 16V          | 140 pk bij 5500 tpm | 200 Nm bij 4250 tpm | 8,6 s        | 213 km/h     | 1999 - 2001  |
| 2.0 16V      | 1.998 cm³    | 4-in-lijn    | 16V          | 138 pk bij 5500 tpm | 191 Nm bij 3750 tpm | 8,6 s        | 208 km/h     | 2001 - 2002  |

| Mégane Cabriolet | Mégane Cabriolet | Mégane Cabriolet | Mégane Cabriolet | Mégane Cabriolet    | Mégane Cabriolet    | Mégane Cabriolet | Mégane Cabriolet | Mégane Cabriolet |
| Type             | Motor            | Motor            | Motor            | Vermogen            | Koppel              | 0–100 km/h       | Topsnelheid      | Jaartal          |
| Type             | Inhoud           | Cilinders        | Kleppen          | Vermogen            | Koppel              | 0–100 km/h       | Topsnelheid      | Jaartal          |
| ---------------- | ---------------- | ---------------- | ---------------- | ------------------- | ------------------- | ---------------- | ---------------- | ---------------- |
| 1.6e             | 1.598 cm³        | 4-in-lijn        | 8V               | 90 pk bij 5000 tpm  | 137 Nm bij 4000 tpm | 10,2 s           | 187 km/h         | 1997 - 1999      |
| 1.4 16V          | 1.390 cm³        | 4-in-lijn        | 16V              | 95 pk bij 6000 tpm  | 127 Nm bij 3750 tpm | 11,4 s           | 187 km/h         | 1999 - 2000      |
| 1.4 16V          | 1.390 cm³        | 4-in-lijn        | 16V              | 95 pk bij 6000 tpm  | 127 Nm bij 3750 tpm | 11,9 s           | 190 km/h         | 2000 - 2003      |
| 1.6 16V          | 1.598 cm³        | 4-in-lijn        | 16V              | 110 pk bij 5750 tpm | 148 Nm bij 3750 tpm | 10,1 s           | 200 km/h         | 1999 - 2003      |
| 2.0              | 1.998 cm³        | 4-in-lijn        | 8V               | 115 pk bij 5400 tpm | 168 Nm bij 4250 tpm | 9,7 s            | 200 km/h         | 1997 - 1999      |
| 2.0 16V          | 1.998 cm³        | 4-in-lijn        | 16V              | 150 pk bij 6000 tpm | 185 Nm bij 4500 tpm | 8,7 s            | 215 km/h         | 1997 - 1999      |
| 2.0 16V IDE      | 1.998 cm³        | 4-in-lijn        | 16V              | 140 pk bij 5500 tpm | 200 Nm bij 4250 tpm | 9,0 s            | 210 km/h         | 1999 - 2001      |
| 2.0 16V          | 1.998 cm³        | 4-in-lijn        | 16V              | 138 pk bij 5500 tpm | 191 Nm bij 3750 tpm | 8,6 s            | 208 km/h         | 2001 - 2003      |

#### Diesel
| Mégane Hatchback | Mégane Hatchback | Mégane Hatchback | Mégane Hatchback | Mégane Hatchback    | Mégane Hatchback    | Mégane Hatchback | Mégane Hatchback | Mégane Hatchback |
| Type             | Motor            | Motor            | Motor            | Vermogen            | Koppel              | 0–100 km/h       | Topsnelheid      | Jaartal          |
| Type             | Inhoud           | Cilinders        | Kleppen          | Vermogen            | Koppel              | 0–100 km/h       | Topsnelheid      | Jaartal          |
| ---------------- | ---------------- | ---------------- | ---------------- | ------------------- | ------------------- | ---------------- | ---------------- | ---------------- |
| 1.9D             | 1.870 cm³        | 4-in-lijn        | 8V               | 65 pk bij 4500 tpm  | 118 Nm bij 2250 tpm | 16,5 s           | 160 km/h         | 1996 - 1999      |
| 1.9D             | 1.870 cm³        | 4-in-lijn        | 8V               | 65 pk bij 4500 tpm  | 120 Nm bij 2250 tpm | 17,9 s           | 158 km/h         | 1999 - 2001      |
| 1.9dT            | 1.870 cm³        | 4-in-lijn        | 8V               | 95 pk bij 4250 tpm  | 176 Nm bij 2250 tpm | 12,3 s           | 180 km/h         | 1996 - 1997      |
| 1.9dTi           | 1.870 cm³        | 4-in-lijn        | 8V               | 100 pk bij 4000 tpm | 200 Nm bij 2000 tpm | 12,3 s           | 183 km/h         | 1997 - 2001      |
| 1.9dTi           | 1.870 cm³        | 4-in-lijn        | 8V               | 100 pk bij 4000 tpm | 200 Nm bij 2000 tpm | 12,2 s           | 185 km/h         | 2000 - 2001      |
| 1.9dTi 80 pk     | 1.870 cm³        | 4-in-lijn        | 8V               | 80 pk bij 4000 tpm  | 160 Nm bij 2000 tpm | 13,8 s           | 170 km/h         | 2000 - 2002      |
| 1.9dCi           | 1.870 cm³        | 4-in-lijn        | 8V               | 102 pk bij 4000 tpm | 200 Nm bij 1500 tpm | 11,5 s           | 188 km/h         | 2000 - 2002      |

| Mégane Sedan | Mégane Sedan | Mégane Sedan | Mégane Sedan | Mégane Sedan        | Mégane Sedan        | Mégane Sedan | Mégane Sedan | Mégane Sedan |
| Type         | Motor        | Motor        | Motor        | Vermogen            | Koppel              | 0–100 km/h   | Topsnelheid  | Jaartal      |
| Type         | Inhoud       | Cilinders    | Kleppen      | Vermogen            | Koppel              | 0–100 km/h   | Topsnelheid  | Jaartal      |
| ------------ | ------------ | ------------ | ------------ | ------------------- | ------------------- | ------------ | ------------ | ------------ |
| 1.9D         | 1.870 cm³    | 4-in-lijn    | 8V           | 65 pk bij 4500 tpm  | 118 Nm bij 2250 tpm | 16,5 s       | 160 km/h     | 1996 - 1999  |
| 1.9D         | 1.870 cm³    | 4-in-lijn    | 8V           | 65 pk bij 4500 tpm  | 120 Nm bij 2250 tpm | 18,7 s       | 161 km/h     | 1999 - 2001  |
| 1.9dT        | 1.870 cm³    | 4-in-lijn    | 8V           | 95 pk bij 4250 tpm  | 176 Nm bij 2250 tpm | 12,3 s       | 180 km/h     | 1996 - 1997  |
| 1.9dTi       | 1.870 cm³    | 4-in-lijn    | 8V           | 100 pk bij 4000 tpm | 200 Nm bij 2000 tpm | 12,3 s       | 183 km/h     | 1997 - 1999  |
| 1.9dTi       | 1.870 cm³    | 4-in-lijn    | 8V           | 100 pk bij 4000 tpm | 200 Nm bij 2000 tpm | 12,3 s       | 186 km/h     | 1999 - 2000  |
| 1.9dTi       | 1.870 cm³    | 4-in-lijn    | 8V           | 100 pk bij 4000 tpm | 200 Nm bij 2000 tpm | 12,3 s       | 187 km/h     | 2000 - 2001  |
| 1.9dTi 80 pk | 1.870 cm³    | 4-in-lijn    | 8V           | 80 pk bij 4000 tpm  | 160 Nm bij 2000 tpm | 13,8 s       | 171 km/h     | 2000 - 2003  |
| 1.9dCi       | 1.870 cm³    | 4-in-lijn    | 8V           | 102 pk bij 4000 tpm | 200 Nm bij 1500 tpm | 11,5 s       | 189 km/h     | 2000 - 2003  |

| Mégane Break | Mégane Break | Mégane Break | Mégane Break | Mégane Break        | Mégane Break        | Mégane Break | Mégane Break | Mégane Break |
| Type         | Motor        | Motor        | Motor        | Vermogen            | Koppel              | 0–100 km/h   | Topsnelheid  | Jaartal      |
| Type         | Inhoud       | Cilinders    | Kleppen      | Vermogen            | Koppel              | 0–100 km/h   | Topsnelheid  | Jaartal      |
| ------------ | ------------ | ------------ | ------------ | ------------------- | ------------------- | ------------ | ------------ | ------------ |
| 1.9D         | 1.870 cm³    | 4-in-lijn    | 8V           | 65 pk bij 4500 tpm  | 120 Nm bij 2250 tpm | 18,1 s       | 156 km/h     | 1999 - 2001  |
| 1.9dTi 80 pk | 1.870 cm³    | 4-in-lijn    | 8V           | 80 pk bij 4000 tpm  | 160 Nm bij 2000 tpm | 14,5 s       | 168 km/h     | 2000 - 2003  |
| 1.9dTi       | 1.870 cm³    | 4-in-lijn    | 8V           | 100 pk bij 4000 tpm | 200 Nm bij 2000 tpm | 12,2 s       | 182 km/h     | 1999 - 2000  |
| 1.9dCi       | 1.870 cm³    | 4-in-lijn    | 8V           | 102 pk bij 4000 tpm | 200 Nm bij 1500 tpm | 12,0 s       | 185 km/h     | 2000 - 2003  |

| Mégane Coupé | Mégane Coupé | Mégane Coupé | Mégane Coupé | Mégane Coupé        | Mégane Coupé        | Mégane Coupé | Mégane Coupé | Mégane Coupé |
| Type         | Motor        | Motor        | Motor        | Vermogen            | Koppel              | 0–100 km/h   | Topsnelheid  | Jaartal      |
| Type         | Inhoud       | Cilinders    | Kleppen      | Vermogen            | Koppel              | 0–100 km/h   | Topsnelheid  | Jaartal      |
| ------------ | ------------ | ------------ | ------------ | ------------------- | ------------------- | ------------ | ------------ | ------------ |
| 1.9dTi       | 1.870 cm³    | 4-in-lijn    | 8V           | 100 pk bij 4000 tpm | 200 Nm bij 2000 tpm | 11,2 s       | 186 km/h     | 1998 - 1999  |
| 1.9dTi       | 1.870 cm³    | 4-in-lijn    | 8V           | 100 pk bij 4000 tpm | 200 Nm bij 2000 tpm | 11,2 s       | 187 km/h     | 1999 - 2000  |
| 1.9dTi       | 1.870 cm³    | 4-in-lijn    | 8V           | 100 pk bij 4000 tpm | 200 Nm bij 2000 tpm | --- s        | 187 km/h     | 2000 - 2001  |
| 1.9dCi       | 1.870 cm³    | 4-in-lijn    | 8V           | 102 pk bij 4000 tpm | 200 Nm bij 1500 tpm | 11,2 s       | 189 km/h     | 2000 - 2002  |

## Tweede generatie

### Kenmerken
In 2003 werd opvolger Mégane II geïntroduceerd. In eerste instantie werd alleen de hatchback uitgebracht. In september 2003 volgde ook de sedan, stationwagen (onder de naam Grand Tour) en Coupé Cabriolet (cabriolet met metalen vouwdak). De auto werd Auto van het Jaar 2003.
Voordat Renault de tweede generatie op de markt bracht, onthulde het Franse merk een aantal concept cars om het publiek te laten wennen aan de nieuwe designkoers die het merk op zou gaan, met onder meer de Avantime, Vel Satis en Initiale (de eerste twee gingen overigens in productie voordat de Mégane op de markt kwam). Desondanks moest het publiek wennen aan het uiterlijk, wat ook zou blijken uit de uiteindelijke verkoopcijfers, die lager liggen dan die van zijn voorganger. Het opvallendste deel van het uiterlijk is de naar buiten stekende "kont" en de rechtopstaande achterruit.
Het interieur is vergeleken met het exterieur een stuk traditioneler van opzet. Toch kent het een aantal opvallende details en opties, zoals de standaard startknop, de zogeheten 'Renault Card' in de vorm van een dikke pinpas die de traditionele contactsleutel vervangt (met optionele handsfree, key less go-functie) en de als een vliegtuighendel ontworpen handrem (à la Alfa Romeo 75). Er kon gekozen worden voor een panorama schuif- en kanteldak, regen-, licht- en bandenspanningsensoren en een automatisch dimmende binnenspiegel. Veel van deze opties zijn afkomstig van de een jaar eerder gelanceerde, hoger in de markt gepositioneerde, Laguna. Door de vele elektronica kreeg de Mégane last van elektronische kwalen. Bij de introductie van de facelift in 2006 is een flink deel van de kwalen verholpen.
Alle diesels kregen bij de tweede generatie Mégane de beschikking over common-rail techniek (1.5 en 1.9, genaamd dCi).

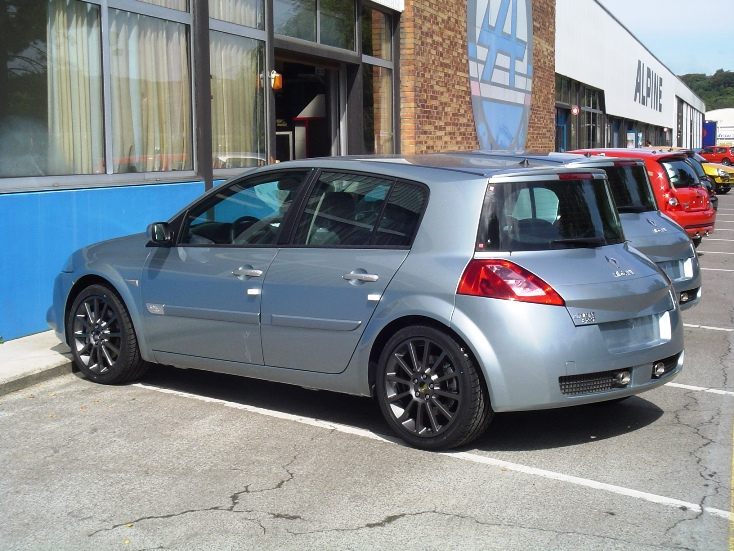
Renault Mégane RS

Topper van de reeks was de RS (Renault Sport) uitvoering. Deze kreeg een 2.0 turbo benzinemotor met 225 pk tot zijn beschikking. In 6,5 seconde sprint de RS naar 100 km/h. Deze uitvoering is te herkennen aan de dubbele uitlaten, uitgeklopte wielkasten en de speciale bumpers.

### Uitvoeringen
De Mégane was, net zoals zijn voorganger, bij introductie leverbaar in vier verschillende uitvoeringen, te weten de Authentique, Expression, Dynamique en Privilège. Het verschil, is dat deze uitvoeringen vooral verschillen in aankleding, zoals wieldoppen/lichtmetalen velgen, bekledingstoffen en kleuren/ambiances van het interieur. Zo beschikt de Expression over in kleur gespoten spiegels/handgrepen en zijn de handgrepen bij de Privilège afgewerkt in satijnkleur (normaal versus luxueus). Alle vier de uitvoeringen waren weer te combineren met Basis, Comfort en Luxe pakketten, die onderling wél verschillen qua uitrusting.
- Basis: standaard onder andere airco, acht airbags, geïntegreerde Renaultradio, centrale vergrendeling met afstandsbediening, elektrische ramen vóór, cruise control, boordcomputer, mistlampen vóór en in kleur gespoten bumpers
- Comfort: extra t.o.v Basis onder andere automatische klimaatregeling, radiobediening achter het stuur, elektrische ramen achter, middenarmsteun vóór/achter, automatisch dimmende binnenspiegel, regen- en lichtsensor en elektrisch verstel- en verwarmbare buitenspiegels
- Luxe: extra t.o.v. Comfort onder andere elektrisch inklapbare buitenspiegels

### Facelift 2006

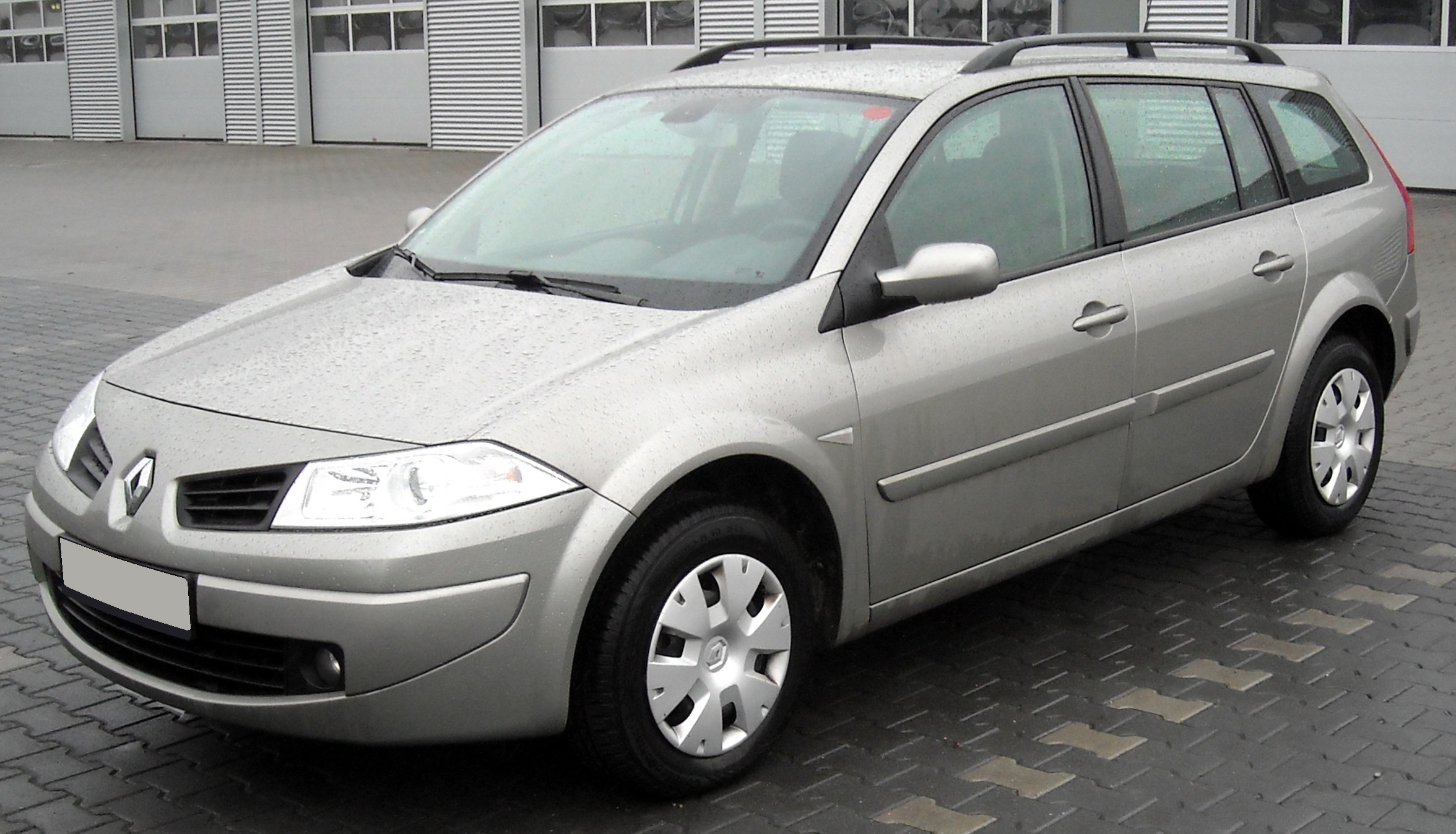
Renault Megane II Grand Tour Phase 2

In 2006 kreeg de tweede generatie Mégane een facelift, welke voor het grootste gedeelte onderhuids is terug te vinden. Grote prioriteit kreeg het oplossen van de elektronica kwaaltjes, zoals dat ook gebeurde bij de facelift van de Renault Laguna (in 2005). Aan de buitenkant is de facelift te herkennen aan de vernieuwde voor- en achterbumpers, grille, achterlichten en wieldoppen/lichtmetalen velgen. Het dashboard werd voorzien van mooiere materialen. De 1.5 dCi en de 1.9 dCi motoren werden beide krachtiger en daarnaast werd ook een 2.0 dCi aan het programma toegevoegd.
Om de Mégane II niet zomaar uit productie te laten gaan, introduceerde Renault de Mégane R.26R. Deze was gebaseerd op de RS, maar zou een extremer karakter hebben. Zo waren de achterruiten van polycarbonaat gemaakt, de motorkap van koolstofvezel en was de achterbank verwijderd. Dit alles om het gewicht te verlagen. De 230 pk sterke 2.0 turbomotor brengt de R.26R (R van 'Radicale') in 5,9 seconden naar 100 km/h, terwijl de topsnelheid 237 km/h bedraagt. De oplage bedroeg slechts 450 exemplaren, waarvan de meeste (230) naar Groot-Brittannië gingen. Hoeveel er in Nederland zijn geleverd is niet bekend.
In 2008 werd de Mégane II uit productie genomen om plaats te maken voor zijn opvolger, die conventioneler gelijnd is. In Brazilië wordt de 'Grand Tour' nog gemaakt, al heeft deze plaats moeten maken voor de Renault Mégane III Estate. In Iran verkoopt Renault nog steeds de sedan van de Mégane II.
Tot nu toe  heeft het Franse merk iets meer dan 3,8 miljoen exemplaren weten te verkopen van de tweede generatie.

### Motoren
Gegevens van de basismodellen:

#### Benzine
| Mégane Hatchback | Mégane Hatchback | Mégane Hatchback | Mégane Hatchback | Mégane Hatchback    | Mégane Hatchback    | Mégane Hatchback | Mégane Hatchback | Mégane Hatchback |
| Type             | Motor            | Motor            | Motor            | Vermogen            | Koppel              | 0–100 km/h       | Topsnelheid      | Jaartal          |
| Type             | Inhoud           | Cilinders        | Kleppen          | Vermogen            | Koppel              | 0–100 km/h       | Topsnelheid      | Jaartal          |
| ---------------- | ---------------- | ---------------- | ---------------- | ------------------- | ------------------- | ---------------- | ---------------- | ---------------- |
| 1.4 16V 80       | 1.390 cm³        | 4-in-lijn        | 16V              | 82 pk bij 6000 tpm  | 129 Nm bij 3750 tpm | 13,7 s           | 173 km/h         | 2003 - 2006      |
| 1.4 16V          | 1.390 cm³        | 4-in-lijn        | 16V              | 98 pk bij 6000 tpm  | 127 Nm bij 3750 tpm | 12,5 s           | 183 km/h         | 2002 - 2006      |
| 1.4 16V          | 1.390 cm³        | 4-in-lijn        | 16V              | 100 pk bij 6000 tpm | 127 Nm bij 3750 tpm | 12,5 s           | 183 km/h         | 2006 - 2008      |
| 1.6 16V          | 1.598 cm³        | 4-in-lijn        | 16V              | 115 pk bij 6000 tpm | 152 Nm bij 4200 tpm | 10,9 s           | 192 km/h         | 2002 - 2006      |
| 1.6 16V          | 1.598 cm³        | 4-in-lijn        | 16V              | 110 pk bij 6000 tpm | 151 Nm bij 4200 tpm | 10,9 s           | 192 km/h         | 2006 - 2008      |
| 2.0 16V          | 1.998 cm³        | 4-in-lijn        | 16V              | 136 pk bij 5500 tpm | 191 Nm bij 3750 tpm | 9,2 s            | 200 km/h         | 2002 - 2008      |
| 2.0 16V T 165    | 1.998 cm³        | 4-in-lijn        | 16V              | 165 pk bij 5000 tpm | 270 Nm bij 3250 tpm | 8,3 s            | 220 km/h         | 2004 - 2008      |
| 2.0 16V T RS 225 | 1.998 cm³        | 4-in-lijn        | 16V              | 225 pk bij 5500 tpm | 300 Nm bij 3000 tpm | 6,5 s            | 236 km/h         | 2004 - 2008      |
| 2.0 16V T R26    | 1.998 cm³        | 4-in-lijn        | 16V              | 230 pk bij 5500 tpm | 310 Nm bij 3000 tpm | 6,5 s            | 236 km/h         | 2006 - 2009      |
| 2.0 16V T R26 R  | 1.998 cm³        | 4-in-lijn        | 16V              | 230 pk bij 5500 tpm | 310 Nm bij 3000 tpm | 6,0 s            | 237 km/h         | 2008 - 2009      |

| Mégane Sedan | Mégane Sedan | Mégane Sedan | Mégane Sedan | Mégane Sedan        | Mégane Sedan        | Mégane Sedan | Mégane Sedan | Mégane Sedan |
| Type         | Motor        | Motor        | Motor        | Vermogen            | Koppel              | 0–100 km/h   | Topsnelheid  | Jaartal      |
| Type         | Inhoud       | Cilinders    | Kleppen      | Vermogen            | Koppel              | 0–100 km/h   | Topsnelheid  | Jaartal      |
| ------------ | ------------ | ------------ | ------------ | ------------------- | ------------------- | ------------ | ------------ | ------------ |
| 1.4 16V 80   | 1.390 cm³    | 4-in-lijn    | 16V          | 82 pk bij 6000 tpm  | 129 Nm bij 3750 tpm | 13,7 s       | 173 km/h     | 2003 - 2006  |
| 1.4 16V      | 1.390 cm³    | 4-in-lijn    | 16V          | 98 pk bij 6000 tpm  | 127 Nm bij 3750 tpm | 12,7 s       | 185 km/h     | 2003 - 2006  |
| 1.4 16V      | 1.390 cm³    | 4-in-lijn    | 16V          | 100 pk bij 6000 tpm | 127 Nm bij 3750 tpm | 12,7 s       | 185 km/h     | 2006 - 2006  |
| 1.6 16V      | 1.598 cm³    | 4-in-lijn    | 16V          | 115 pk bij 6000 tpm | 152 Nm bij 4200 tpm | 11,1 s       | 193 km/h     | 2003 - 2006  |
| 1.6 16V      | 1.598 cm³    | 4-in-lijn    | 16V          | 110 pk bij 6000 tpm | 151 Nm bij 4200 tpm | 11,1 s       | 193 km/h     | 2006 - 2008  |
| 2.0 16V      | 1.998 cm³    | 4-in-lijn    | 16V          | 136 pk bij 5500 tpm | 191 Nm bij 3750 tpm | 9,4 s        | 202 km/h     | 2003 - 2008  |

| Mégane Grand Tour | Mégane Grand Tour | Mégane Grand Tour | Mégane Grand Tour | Mégane Grand Tour   | Mégane Grand Tour   | Mégane Grand Tour | Mégane Grand Tour | Mégane Grand Tour |
| Type              | Motor             | Motor             | Motor             | Vermogen            | Koppel              | 0–100 km/h        | Topsnelheid       | Jaartal           |
| Type              | Inhoud            | Cilinders         | Kleppen           | Vermogen            | Koppel              | 0–100 km/h        | Topsnelheid       | Jaartal           |
| ----------------- | ----------------- | ----------------- | ----------------- | ------------------- | ------------------- | ----------------- | ----------------- | ----------------- |
| 1.4 16V           | 1.390 cm³         | 4-in-lijn         | 16V               | 98 pk bij 6000 tpm  | 127 Nm bij 3750 tpm | 13,1 s            | 181 km/h          | 2003 - 2008       |
| 1.4 16V           | 1.390 cm³         | 4-in-lijn         | 16V               | 100 pk bij 6000 tpm | 127 Nm bij 3750 tpm | 13,1 s            | 181 km/h          | 2006 - 2009       |
| 1.6 16V           | 1.598 cm³         | 4-in-lijn         | 16V               | 115 pk bij 6000 tpm | 152 Nm bij 4200 tpm | 11,3 s            | 190 km/h          | 2003 - 2006       |
| 1.6 16V           | 1.598 cm³         | 4-in-lijn         | 16V               | 110 pk bij 6000 tpm | 151 Nm bij 4200 tpm | 11,3 s            | 190 km/h          | 2006 - 2009       |
| 2.0 16V           | 1.998 cm³         | 4-in-lijn         | 16V               | 136 pk bij 5500 tpm | 191 Nm bij 3750 tpm | 9,7 s             | 198 km/h          | 2003 - 2009       |

| Mégane CC     | Mégane CC | Mégane CC | Mégane CC | Mégane CC           | Mégane CC           | Mégane CC  | Mégane CC   | Mégane CC   |
| Type          | Motor     | Motor     | Motor     | Vermogen            | Koppel              | 0–100 km/h | Topsnelheid | Jaartal     |
| Type          | Inhoud    | Cilinders | Kleppen   | Vermogen            | Koppel              | 0–100 km/h | Topsnelheid | Jaartal     |
| ------------- | --------- | --------- | --------- | ------------------- | ------------------- | ---------- | ----------- | ----------- |
| 1.6 16V       | 1.598 cm³ | 4-in-lijn | 16V       | 115 pk bij 6000 tpm | 152 Nm bij 4200 tpm | 11,8 s     | 195 km/h    | 2003 - 2006 |
| 1.6 16V       | 1.598 cm³ | 4-in-lijn | 16V       | 110 pk bij 6000 tpm | 151 Nm bij 4200 tpm | 11,8 s     | 195 km/h    | 2006 - 2009 |
| 2.0 16V       | 1.998 cm³ | 4-in-lijn | 16V       | 136 pk bij 5500 tpm | 191 Nm bij 3750 tpm | 9,9 s      | 205 km/h    | 2003 - 2009 |
| 2.0 16V T 165 | 1.998 cm³ | 4-in-lijn | 16V       | 165 pk bij 5000 tpm | 270 Nm bij 3250 tpm | 8,7 s      | 220 km/h    | 2004 - 2009 |

#### Diesel
| Mégane Hatchback | Mégane Hatchback | Mégane Hatchback | Mégane Hatchback | Mégane Hatchback    | Mégane Hatchback    | Mégane Hatchback | Mégane Hatchback | Mégane Hatchback |
| Type             | Motor            | Motor            | Motor            | Vermogen            | Koppel              | 0–100 km/h       | Topsnelheid      | Jaartal          |
| Type             | Inhoud           | Cilinders        | Kleppen          | Vermogen            | Koppel              | 0–100 km/h       | Topsnelheid      | Jaartal          |
| ---------------- | ---------------- | ---------------- | ---------------- | ------------------- | ------------------- | ---------------- | ---------------- | ---------------- |
| 1.5 dCi 80       | 1.461 cm³        | 4-in-lijn        | 8v               | 80 pk bij 4000 tpm  | 185 Nm bij 2000 tpm | 14,3 s           | 170 km/h         | 2002 - 2005      |
| 1.5 dCi 85       | 1.461 cm³        | 4-in-lijn        | 8v               | 85 pk bij 3750 tpm  | 200 Nm bij 1900 tpm | 12,7 s           | 174 km/h         | 2006 - 2008      |
| 1.5 dCi 100      | 1.461 cm³        | 4-in-lijn        | 8v               | 100 pk bij 4000 tpm | 200 Nm bij 2000 tpm | 12,8 s           | 179 km/h         | 2003 - 2005      |
| 1.5 dCi 105      | 1.461 cm³        | 4-in-lijn        | 8v               | 105 pk bij 4000 tpm | 240 Nm bij 2000 tpm | 11,1 s           | 185 km/h         | 2006 - 2008      |
| 1.9 dCi 120      | 1.870 cm³        | 4-in-lijn        | 8v               | 120 pk bij 4000 tpm | 300 Nm bij 2000 tpm | 10,5 s           | 196 km/h         | 2002 - 2005      |
| 1.9 dCi 130      | 1.870 cm³        | 4-in-lijn        | 8v               | 130 pk bij 4000 tpm | 300 Nm bij 2000 tpm | 9,0 s            | 200 km/h         | 2006 - 2008      |
| 2.0 dCi 150      | 1.995 cm³        | 4-in-lijn        | 16v              | 150 pk bij 4000 tpm | 340 Nm bij 2000 tpm | 8,7 s            | 210 km/h         | 2006 - 2008      |
| 2.0 dCi RS 175   | 1.995 cm³        | 4-in-lijn        | 16v              | 175 pk bij 3750 tpm | 360 Nm bij 1750 tpm | 8,3 s            | 220 km/h         | 2007 – 2008      |

| Mégane Sedan | Mégane Sedan | Mégane Sedan | Mégane Sedan | Mégane Sedan        | Mégane Sedan        | Mégane Sedan | Mégane Sedan | Mégane Sedan |
| Type         | Motor        | Motor        | Motor        | Vermogen            | Koppel              | 0–100 km/h   | Topsnelheid  | Jaartal      |
| Type         | Inhoud       | Cilinders    | Kleppen      | Vermogen            | Koppel              | 0–100 km/h   | Topsnelheid  | Jaartal      |
| ------------ | ------------ | ------------ | ------------ | ------------------- | ------------------- | ------------ | ------------ | ------------ |
| 1.5 dCi 80   | 1.461 cm³    | 4-in-lijn    | 8v           | 80 pk bij 4000 tpm  | 185 Nm bij 2000 tpm | 14,5 s       | 171 km/h     | 2003 - 2005  |
| 1.5 dCi 85   | 1.461 cm³    | 4-in-lijn    | 8v           | 85 pk bij 3750 tpm  | 200 Nm bij 1900 tpm | 12,8 s       | 175 km/h     | 2006 - 2008  |
| 1.5 dCi 100  | 1.461 cm³    | 4-in-lijn    | 8v           | 100 pk bij 4000 tpm | 200 Nm bij 2000 tpm | 12,7 s       | 182 km/h     | 2004 - 2005  |
| 1.5 dCi 105  | 1.461 cm³    | 4-in-lijn    | 8v           | 105 pk bij 4000 tpm | 240 Nm bij 2000 tpm | 11,2 s       | 186 km/h     | 2005 - 2008  |
| 1.9 dCi 120  | 1.870 cm³    | 4-in-lijn    | 8v           | 120 pk bij 4000 tpm | 300 Nm bij 2000 tpm | 10,7 s       | 196 km/h     | 2003 - 2005  |
| 1.9 dCi 130  | 1.870 cm³    | 4-in-lijn    | 8v           | 130 pk bij 4000 tpm | 300 Nm bij 2000 tpm | 9,1 s        | 200 km/h     | 2005 - 2006  |
| 2.0 dCi 150  | 1.995 cm³    | 4-in-lijn    | 16v          | 150 pk bij 4000 tpm | 340 Nm bij 2000 tpm | 8,7 s        | 211 km/h     | 2006 - 2006  |

| Mégane Grand Tour | Mégane Grand Tour | Mégane Grand Tour | Mégane Grand Tour | Mégane Grand Tour   | Mégane Grand Tour   | Mégane Grand Tour | Mégane Grand Tour | Mégane Grand Tour |
| Type              | Motor             | Motor             | Motor             | Vermogen            | Koppel              | 0–100 km/h        | Topsnelheid       | Jaartal           |
| Type              | Inhoud            | Cilinders         | Kleppen           | Vermogen            | Koppel              | 0–100 km/h        | Topsnelheid       | Jaartal           |
| ----------------- | ----------------- | ----------------- | ----------------- | ------------------- | ------------------- | ----------------- | ----------------- | ----------------- |
| 1.5 dCi 80        | 1.461 cm³         | 4-in-lijn         | 8v                | 80 pk bij 4000 tpm  | 185 Nm bij 2000 tpm | 14,9 s            | 168 km/h          | 2003 - 2005       |
| 1.5 dCi 85        | 1.461 cm³         | 4-in-lijn         | 8v                | 85 pk bij 3750 tpm  | 200 Nm bij 1900 tpm | 13,1 s            | 174 km/h          | 2005 - 2009       |
| 1.5 dCi 100       | 1.461 cm³         | 4-in-lijn         | 8v                | 100 pk bij 4000 tpm | 200 Nm bij 2000 tpm | 13,1 s            | 178 km/h          | 2004 - 2005       |
| 1.5 dCi 105       | 1.461 cm³         | 4-in-lijn         | 8v                | 105 pk bij 4000 tpm | 240 Nm bij 2000 tpm | 11,4 s            | 185 km/h          | 2005 – 2009       |
| 1.9 dCi 120       | 1.870 cm³         | 4-in-lijn         | 8v                | 120 pk bij 4000 tpm | 300 Nm bij 2000 tpm | 10,8 s            | 194 km/h          | 2003 - 2005       |
| 1.9 dCi 130       | 1.870 cm³         | 4-in-lijn         | 8v                | 130 pk bij 4000 tpm | 300 Nm bij 2000 tpm | 9,3 s             | 200 km/h          | 2005 - 2009       |
| 2.0 dCi 150       | 1.995 cm³         | 4-in-lijn         | 16v               | 150 pk bij 4000 tpm | 340 Nm bij 2000 tpm | 8,8 s             | 209 km/h          | 2006 - 2009       |

| Mégane CC   | Mégane CC | Mégane CC | Mégane CC | Mégane CC           | Mégane CC           | Mégane CC  | Mégane CC   | Mégane CC   |
| Type        | Motor     | Motor     | Motor     | Vermogen            | Koppel              | 0–100 km/h | Topsnelheid | Jaartal     |
| Type        | Inhoud    | Cilinders | Kleppen   | Vermogen            | Koppel              | 0–100 km/h | Topsnelheid | Jaartal     |
| ----------- | --------- | --------- | --------- | ------------------- | ------------------- | ---------- | ----------- | ----------- |
| 1.5 dCi 105 | 1.461 cm³ | 4-in-lijn | 8v        | 105 pk bij 4000 tpm | 240 Nm bij 2000 tpm | 12,2 s     | 190 km/h    | 2006 - 2009 |
| 1.9 dCi 120 | 1.870 cm³ | 4-in-lijn | 8v        | 120 pk bij 4000 tpm | 300 Nm bij 2000 tpm | 10,9 s     | 200 km/h    | 2003 - 2005 |
| 1.9 dCi 130 | 1.870 cm³ | 4-in-lijn | 8v        | 130 pk bij 4000 tpm | 300 Nm bij 2000 tpm | 9,6 s      | 203 km/h    | 2005 - 2009 |
| 2.0 dCi 150 | 1.995 cm³ | 4-in-lijn | 16v       | 150 pk bij 4000 tpm | 340 Nm bij 2000 tpm | 9,5 s      | 213 km/h    | 2006 - 2009 |

## Derde generatie

### Kenmerken
In 2008 werd de opvolger van de tweede generatie geïntroduceerd. In dit jaar werd enkel de vijfdeursversie op de markt gezet, in 2009 zijn hier de Renault Mégane Coupe en de Renault Mégane Estate (stationwagen) bijgekomen. De sedan wordt onder de naam Fluence verkocht, met een gewijzigd front.
Op het gebied van motoren hebben de TCe turbobenzinemotoren hun intrede gedaan. Ze zijn leverbaar naast de atmosferische 1.6 16V met 100 of 110 pk. De 1.4 TCe 130 is in alle modellen leverbaar. Daarnaast is er ook een 180 pk sterke 2.0 TCe 180. Initieel was deze motor voor alle modellen leverbaar. Vanaf 2010 is deze enkel nog leverbaar in combinatie met de GT-uitvoering, die onder meer een aangepast onderstel, verbeterde remmen en 18" velgen heeft. Daarnaast is er ook een RS versie van de Mégane III, eveneens met een 2.0 turbobenzinemotor. In de RS levert deze motor 250 pk. Op 17 juni 2011 is een snellere versie van de RS aangekondigd: de Mégane RS-R.
Naast de (turbo)benzinemotoren waren bij de introductie van de derde generatie 5 turbodieselmotoren beschikbaar: een 1.5 dCi met 90 pk en met 110 pk, een 1.9 dCi met 130 en 150 pk en een 2.0 dCi met 160 pk. De dCi 150 en dCi 160 zijn in 2009 uit het Nederlandse gamma gehaald. In 2012 moest de 90 pk dCi het veld ruimen.

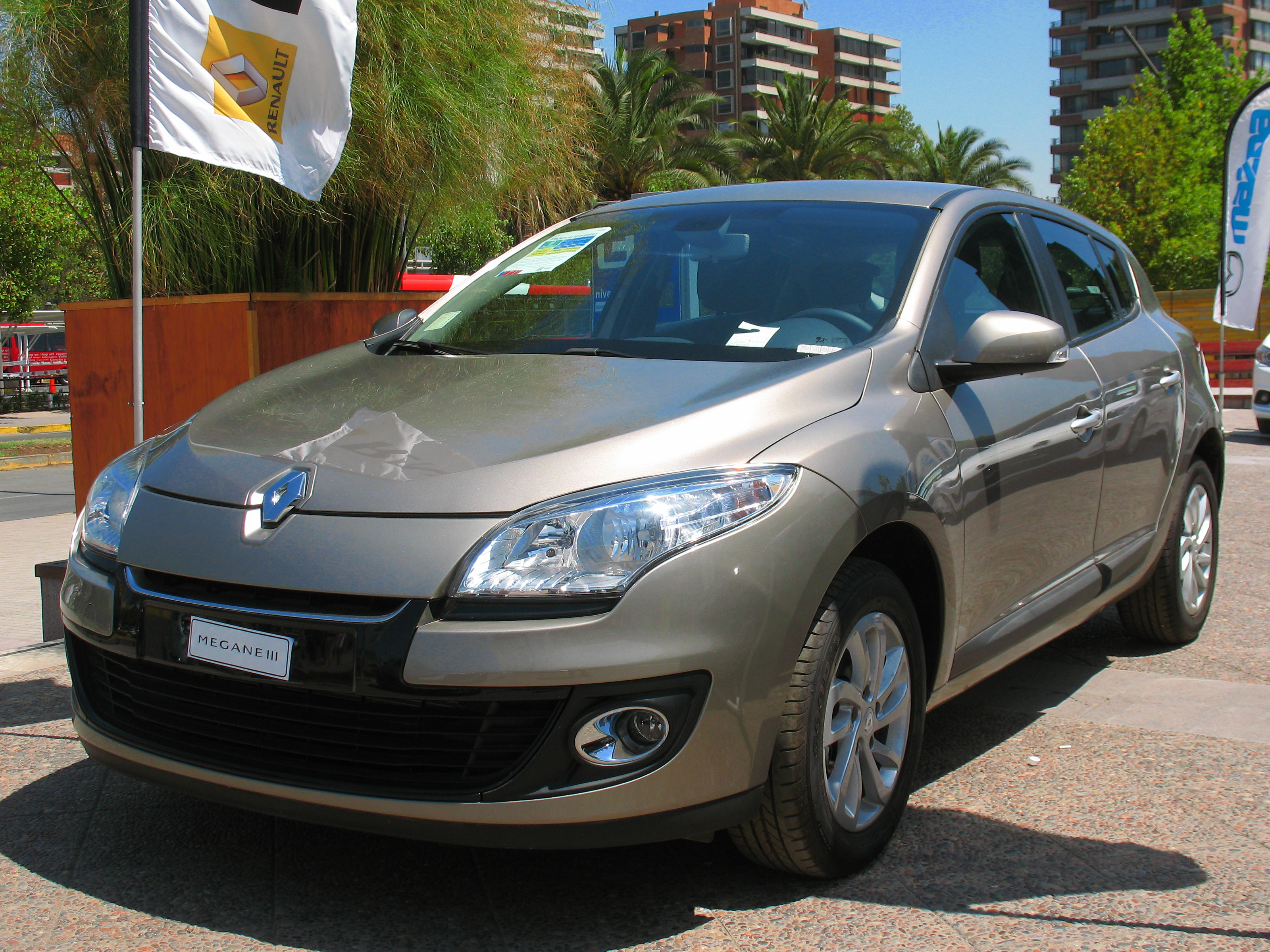
Renault Mégane III phase 2

### Facelift 2012 (phase 2)
In januari onthulde Renault een licht gewijzigde Mégane. Het model is te herkennen aan een gewijzigde voorbumper. Deze is voorzien van chroomaccenten en glimmende zwarte lak. Sommige uitvoeringen hebben voortaan ook chroom onder aan de deuren bij de stootstrips en in het geval van de Estate onder de zijramen. Ook beschikt de auto voortaan standaard over led-dagrijverlichting. Verder heeft Renault de materiaalkeuze van het interieur aangepast, werd het motorengamma onderhanden genomen en kwamen er meer opties beschikbaar, waaronder het zogeheten 'Visio-systeem', dat de bestuurder waarschuwt als het onbedoeld van rijbaan verwisseld.

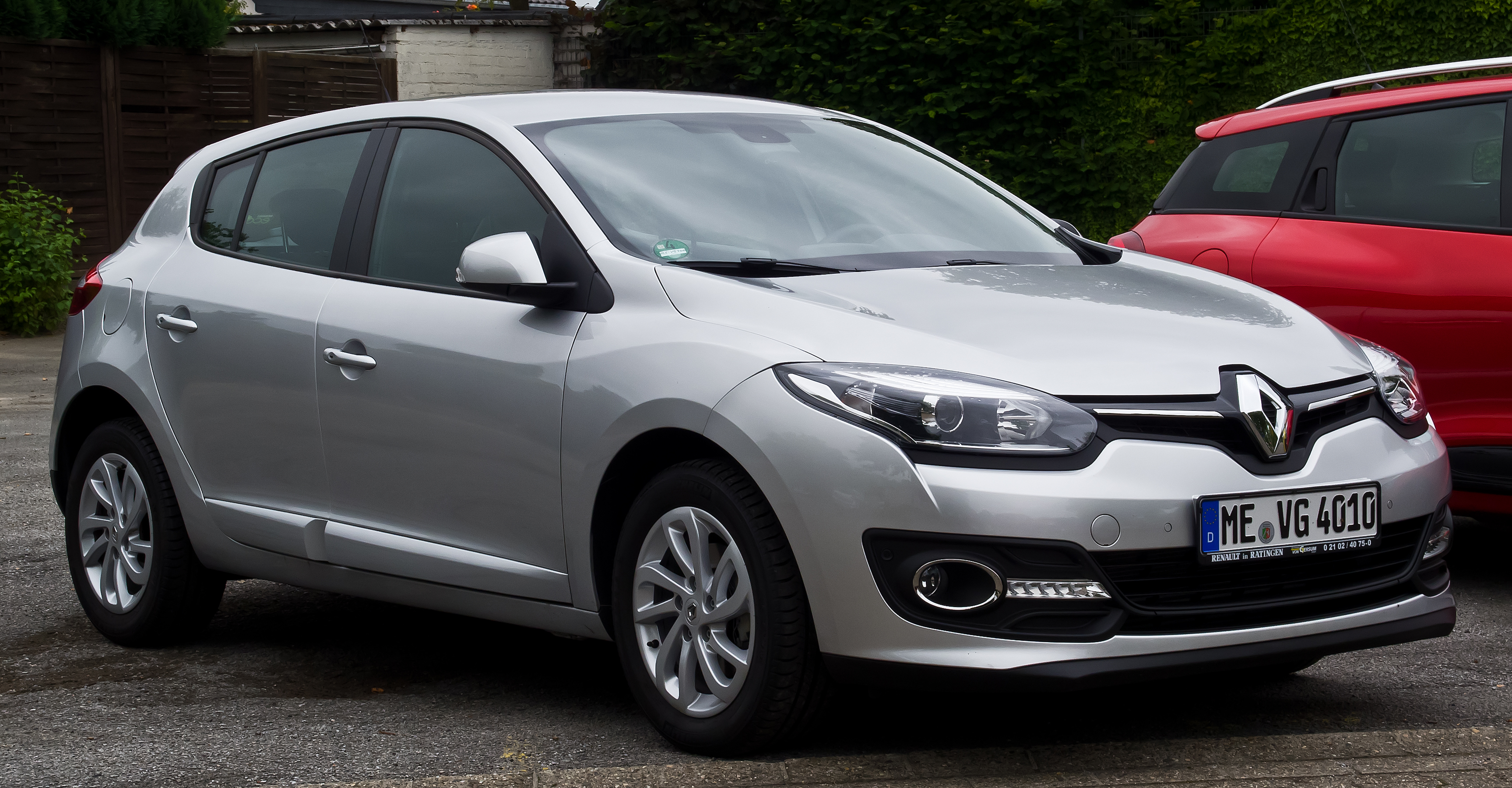
Renault Mégane III Phase 3

### Facelift 2013 (phase 3)
Eind 2013 toonde Renault op de Frankfurter autoshow opnieuw een gefacelifte Mégane. Dit keer waren de wijzigingen een stuk omvangrijker. De voorkant werd compleet gewijzigd, waardoor de auto beter in de pas loopt met de nieuwe generatie Renaults zoals de vierde generatie Clio. De auto werd voortaan leverbaar als 1.2 TCe 115, 1.2 TCe 130 (ook beschikbaar met automatische versnellingsbak EDC) en als 2.0 16v Turbo 220. Dieselen kan met een 1.5 dCi 110 (ook met EDC-versnellingsbak) en een 1.6 dCi 130. De diesel met 14 % bijtelling verviel.

### Succes in Nederland
Voor de Nederlandse markt was de belangrijkste motorische toevoeging de gewijzigde 1.5 dCi 110 Stop en Start. De wijzigingen zorgden ervoor dat Renault de C02-uitstoot kon laten dalen tot 95 gram/km. Hierdoor viel deze motorisering bij z'n introductie in de 14 % bijtellingsklasse voor zakelijke rijders, is de auto BPM-vrij en hoeft er tot 2014 geen wegenbelasting betaald te worden. Dit zorgde ervoor dat de verkopen van de Mégane toe gingen nemen. In maart 2012 stond het model op #52 met 326 verkocht stuks en 0,6 % marktaandeel, de maand wist het model te stijgen naar #6 met 1031 stuks en 2,5 % marktaandeel, om in mei 2012 de eerste plaats te bemachtigen met 2503 stuks en 5,3 % marktaandeel. De maanden daarna wist het, behalve in september, toen het de op een na bestverkochte auto van Nederland was, steeds de eerste plek te behouden in de verkooplijsten. Qua marktaandeel is november 2012 voorlopig de beste maand ooit voor de Mégane in Nederland, met ongeveer 10 % marktaandeel. Inmiddels is de Mégane de Volkswagen Polo gepasseerd als bestverkochte auto van 2012. 1 op de 10 nieuwe auto's die de showroom uitrijdt is een Mégane.
Om overigens aan de tussentijds verscherpte eisen te kunnen blijven voldoen, heeft Renault de CO2-uitstoot halverwege 2012 van 95 gram/km kunnen verlagen naar 90 gram/km. In november liet Renault weten dat in 2013 de CO2-uitstoot opnieuw verlaagd zal worden en wel naar 88 gram/km. Dit omdat op 1 januari 2013 de uitstootregels weer aangescherpt worden. Vanaf 2014 lukte het Renault niet meer om aan de strenge eisen te voldoen, waardoor de auto voortaan in de 20 % bijtellingsklasse viel. Dit was gelijk te zien aan de verkoopcijfers. Deze waren vanaf toen een stuk lager.

### Motoren
Gegevens van de basismodellen:

#### Benzine
| Mégane Hatchback | Mégane Hatchback | Mégane Hatchback | Mégane Hatchback | Mégane Hatchback    | Mégane Hatchback    | Mégane Hatchback | Mégane Hatchback | Mégane Hatchback |
| Type             | Motor            | Motor            | Motor            | Vermogen            | Koppel              | 0–100 km/h       | Topsnelheid      | Jaartal          |
| Type             | Inhoud           | Cilinders        | Kleppen          | Vermogen            | Koppel              | 0–100 km/h       | Topsnelheid      | Jaartal          |
| ---------------- | ---------------- | ---------------- | ---------------- | ------------------- | ------------------- | ---------------- | ---------------- | ---------------- |
| 1.6 16V          | 1.598 cm³        | 4-in-lijn        | 16V              | 100 pk bij 5500 tpm | 148 Nm bij 4250 tpm | 10,9 s           | 190 km/h         | 2008 - 2013      |
| 1.6 16V          | 1.598 cm³        | 4-in-lijn        | 16V              | 110 pk bij 6000 tpm | 151 Nm bij 4250 tpm | 10,5 s           | 195 km/h         | 2008 - 2012      |
| TCe 115          | 1.197 cm³        | 4-in-lijn        | 16V              | 115 pk bij 4500 tpm | 190 Nm bij 2000 tpm | 10,5 s           | 190 km/h         | 2012 - 2013      |
| TCe 115          | 1.197 cm³        | 4-in-lijn        | 16V              | 115 pk bij 4500 tpm | 190 Nm bij 2000 tpm | 10,9 s           | 190 km/h         | 2013 - 2016      |
| TCe 130          | 1.397 cm³        | 4-in-lijn        | 16V              | 130 pk bij 5500 tpm | 190 Nm bij 2250 tpm | 9,6 s            | 200 km/h         | 2009 - 2012      |
| TCe 130          | 1.198 cm³        | 4-in-lijn        | 16V              | 130 pk bij 5500 tpm | 205 Nm bij 2000 tpm | 9,7 s            | 200 km/h         | 2013 - 2016      |
| 2.0 16V          | 1.998 cm³        | 4-in-lijn        | 16V              | 140 pk bij 6000 tpm | 195 Nm bij 3750 tpm | 10,3 s           | 195 km/h         | 2008 - 2013      |
| TCe 180          | 1.998 cm³        | 4-in-lijn        | 16V              | 180 pk bij 5500 tpm | 300 Nm bij 2250 tpm | 7,8 s            | 225 km/h         | 2008 - 2012      |
| TCe 190          | 1.998 cm³        | 4-in-lijn        | 16V              | 190 pk bij 5500 tpm | 300 Nm bij 2000 tpm | 7,7 s            | 230 km/h         | 2012 - 2013      |
| TCe 220          | 1.998 cm³        | 4-in-lijn        | 16V              | 220 pk bij 5500 tpm | 340 Nm bij 2000 tpm | 7,6 s            | 240 km/h         | 2013 - 2016      |

| Mégane Estate | Mégane Estate | Mégane Estate | Mégane Estate | Mégane Estate       | Mégane Estate       | Mégane Estate | Mégane Estate | Mégane Estate |
| Type          | Motor         | Motor         | Motor         | Vermogen            | Koppel              | 0–100 km/h    | Topsnelheid   | Jaartal       |
| Type          | Inhoud        | Cilinders     | Kleppen       | Vermogen            | Koppel              | 0–100 km/h    | Topsnelheid   | Jaartal       |
| ------------- | ------------- | ------------- | ------------- | ------------------- | ------------------- | ------------- | ------------- | ------------- |
| 1.6 16V       | 1.598 cm³     | 4-in-lijn     | 16V           | 100 pk bij 5500 tpm | 148 Nm bij 4250 tpm | 11,2 s        |               | 2009 - 2013   |
| 1.6 16V       | 1.598 cm³     | 4-in-lijn     | 16V           | 110 pk bij 6000 tpm | 151 Nm bij 4250 tpm | 10,8 s        |               | 2009 - 2012   |
| TCe 115       | 1.197 cm³     | 4-in-lijn     | 16V           | 115 pk bij 4500 tpm | 190 Nm bij 2000 tpm | 10,8 s        | 190 km/h      | 2012 - 2013   |
| TCe 115       | 1.197 cm³     | 4-in-lijn     | 16V           | 115 pk bij 4500 tpm | 190 Nm bij 2000 tpm | 11,2 s        | 190 km/h      | 2013 - 2016   |
| TCe 130       | 1.397 cm³     | 4-in-lijn     | 16V           | 130 pk bij 5500 tpm | 190 Nm bij 2250 tpm | 9,9 s         | 200 km/h      | 2009 - 2013   |
| TCe 130       | 1.198 cm³     | 4-in-lijn     | 16V           | 130 pk bij 5500 tpm | 205 Nm bij 2000 tpm | 10,0 s        | 200 km/h      | 2013 - 2016   |
| 2.0 16V       | 1.998 cm³     | 4-in-lijn     | 16V           | 140 pk bij 6000 tpm | 195 Nm bij 3750 tpm | 10,6 s        | 195 km/h      | 2008 - 2013   |
| TCe 180       | 1.998 cm³     | 4-in-lijn     | 16V           | 180 pk bij 5500 tpm | 300 Nm bij 2250 tpm | 8,0 s         | 220 km/h      | 2009 - 2012   |
| TCe 180       | 1.998 cm³     | 4-in-lijn     | 16V           | 180 pk bij 5500 tpm | 300 Nm bij 2250 tpm | 8,0 s         | 225 km/h      | 2012 - 2012   |
| TCe 190       | 1.998 cm³     | 4-in-lijn     | 16V           | 190 pk bij 5500 tpm | 300 Nm bij 2000 tpm | 7,7 s         | 230 km/h      | 2012 - 2013   |
| TCe 220       | 1.998 cm³     | 4-in-lijn     | 16V           | 220 pk bij 5500 tpm | 340 Nm bij 2000 tpm | 7,6 s         | 240 km/h      | 2013 - 2016   |

| Mégane Coupé          | Mégane Coupé | Mégane Coupé | Mégane Coupé | Mégane Coupé        | Mégane Coupé        | Mégane Coupé | Mégane Coupé | Mégane Coupé |
| Type                  | Motor        | Motor        | Motor        | Vermogen            | Koppel              | 0–100 km/h   | Topsnelheid  | Jaartal      |
| Type                  | Inhoud       | Cilinders    | Kleppen      | Vermogen            | Koppel              | 0–100 km/h   | Topsnelheid  | Jaartal      |
| --------------------- | ------------ | ------------ | ------------ | ------------------- | ------------------- | ------------ | ------------ | ------------ |
| 1.6 16V               | 1.598 cm³    | 4-in-lijn    | 16V          | 110 pk bij 6000 tpm | 151 Nm bij 4250 tpm | 10,5 s       | 195 km/h     | 2009 - 2012  |
| TCe 115               | 1.197 cm³    | 4-in-lijn    | 16V          | 115 pk bij 4500 tpm | 190 Nm bij 2000 tpm | 10,9 s       | 190 km/h     | 2012 - 2016  |
| TCe 130               | 1.397 cm³    | 4-in-lijn    | 16V          | 130 pk bij 5500 tpm | 190 Nm bij 2250 tpm | 9,6 s        | 205 km/h     | 2009 - 2012  |
| TCe 130               | 1.397 cm³    | 4-in-lijn    | 16V          | 130 pk bij 5500 tpm | 190 Nm bij 2250 tpm | 9,7 s        | 200 km/h     | 2012 - 2013  |
| TCe 130               | 1.198 cm³    | 4-in-lijn    | 16V          | 130 pk bij 5500 tpm | 205 Nm bij 2000 tpm | 9,7 s        | 200 km/h     | 2013 - 2016  |
| 2.0 16V               | 1.998 cm³    | 4-in-lijn    | 16V          | 140 pk bij 6000 tpm | 195 Nm bij 3750 tpm | 10,3 s       | 195 km/h     | 2009 - 2013  |
| TCe 180               | 1.998 cm³    | 4-in-lijn    | 16V          | 180 pk bij 5500 tpm | 300 Nm bij 2250 tpm | 7,8 s        | 230 km/h     | 2009 - 2012  |
| TCe 180               | 1.998 cm³    | 4-in-lijn    | 16V          | 180 pk bij 5500 tpm | 300 Nm bij 2250 tpm | 7,8 s        | 225 km/h     | 2012 - 2012  |
| TCe 190               | 1.998 cm³    | 4-in-lijn    | 16V          | 190 pk bij 5500 tpm | 300 Nm bij 2000 tpm | 7,7 s        | 235 km/h     | 2012 - 2013  |
| TCe 220               | 1.998 cm³    | 4-in-lijn    | 16V          | 220 pk bij 5500 tpm | 340 Nm bij 2000 tpm | 7,6 s        | 240 km/h     | 2013 - 2016  |
| 2.0 16V 250           | 1.998 cm³    | 4-in-lijn    | 16V          | 250 pk bij 5500 tpm | 340 Nm bij 3000 tpm | 6,1 s        | 250 km/h     | 2010 - 2012  |
| 2.0 16V 265 RS/Trophy | 1.998 cm³    | 4-in-lijn    | 16V          | 265 pk bij 5500 tpm | 360 Nm bij 3000 tpm | 6,0 s        | 255 km/h     | 2011 - 2012  |
| 2.0 16V 265 RS        | 1.998 cm³    | 4-in-lijn    | 16V          | 265 pk bij 5500 tpm | 360 Nm bij 3000 tpm | 6,0 s        | 254 km/h     | 2012 - 2016  |

| Mégane CC | Mégane CC | Mégane CC | Mégane CC | Mégane CC           | Mégane CC           | Mégane CC  | Mégane CC   | Mégane CC   |
| Type      | Motor     | Motor     | Motor     | Vermogen            | Koppel              | 0–100 km/h | Topsnelheid | Jaartal     |
| Type      | Inhoud    | Cilinders | Kleppen   | Vermogen            | Koppel              | 0–100 km/h | Topsnelheid | Jaartal     |
| --------- | --------- | --------- | --------- | ------------------- | ------------------- | ---------- | ----------- | ----------- |
| 1.6 16V   | 1.598 cm³ | 4-in-lijn | 16V       | 110 pk bij 6000 tpm | 151 Nm bij 4250 tpm | 10,5 s     | 195 km/h    | 2010 - 2012 |
| TCe 130   | 1.397 cm³ | 4-in-lijn | 16V       | 130 pk bij 5500 tpm | 190 Nm bij 2250 tpm | 9,6 s      | 205 km/h    | 2010 - 2012 |
| TCe 130   | 1.397 cm³ | 4-in-lijn | 16V       | 130 pk bij 5500 tpm | 190 Nm bij 2250 tpm | 9,6 s      | 200 km/h    | 2012 - 2013 |
| TCe 130   | 1.198 cm³ | 4-in-lijn | 16V       | 130 pk bij 5500 tpm | 205 Nm bij 2000 tpm | 11,0 s     | 200 km/h    | 2013 - 2016 |
| 2.0 16V   | 1.998 cm³ | 4-in-lijn | 16V       | 140 pk bij 6000 tpm | 195 Nm bij 3750 tpm | 10,3 s     | 195 km/h    | 2010 - 2013 |
| TCe 180   | 1.998 cm³ | 4-in-lijn | 16V       | 180 pk bij 5500 tpm | 300 Nm bij 2250 tpm | 7,8 s      | 230 km/h    | 2010 - 2012 |

#### Diesel
| Mégane Hatchback    | Mégane Hatchback | Mégane Hatchback | Mégane Hatchback | Mégane Hatchback    | Mégane Hatchback    | Mégane Hatchback | Mégane Hatchback | Mégane Hatchback |
| Type                | Motor            | Motor            | Motor            | Vermogen            | Koppel              | 0–100 km/h       | Topsnelheid      | Jaartal          |
| Type                | Inhoud           | Cilinders        | Kleppen          | Vermogen            | Koppel              | 0–100 km/h       | Topsnelheid      | Jaartal          |
| ------------------- | ---------------- | ---------------- | ---------------- | ------------------- | ------------------- | ---------------- | ---------------- | ---------------- |
| dCi 90              | 1.461 cm³        | 4-in-lijn        | 16v              | 90 pk bij 4000 tpm  | 200 Nm bij 1750 tpm | 12,5 s           | 180 km/h         | 2008 - 2012      |
| dCi 110             | 1.461 cm³        | 4-in-lijn        | 16v              | 110 pk bij 4000 tpm | 240 Nm bij 1750 tpm | 10,5 s           | 190 km/h         | 2008 - 2012      |
| dCi 110             | 1.461 cm³        | 4-in-lijn        | 16v              | 110 pk bij 4000 tpm | 240 Nm bij 1750 tpm | 11,7 s           | 190 km/h         | 2012 - 2016      |
| dCi ECO2 110        | 1.461 cm³        | 4-in-lijn        | 16v              | 110 pk bij 4000 tpm | 260 Nm bij 1750 tpm | 10,5 s           | 190 km/h         | 2012 - 2012      |
| dCi ECO2/Energy 110 | 1.461 cm³        | 4-in-lijn        | 16v              | 110 pk bij 4000 tpm | 260 Nm bij 1750 tpm | 12,1 s           | 190 km/h         | 2012 - 2016      |
| dCi 130             | 1.870 cm³        | 4-in-lijn        | 16v              | 130 pk bij 3750 tpm | 300 Nm bij 1750 tpm | 9,5 s            | 205 km/h         | 2008 - 2010      |
| dCi 130             | 1.598 cm³        | 4-in-lijn        | 16v              | 130 pk bij 4000 tpm | 320 Nm bij 2000 tpm | 9,8 s            | 200 km/h         | 2012 - 2016      |
| dCi 150             | 1.870 cm³        | 4-in-lijn        | 16v              | 150 pk bij 3750 tpm | 360 Nm bij 2000 tpm | 9,8 s            | 210 km/h         | 2009 - 2009      |
| dCi 160             | 1.995 cm³        | 4-in-lijn        | 16v              | 160 pk bij 3750 tpm | 380 Nm bij 2000 tpm | 8,7 s            | 215 km/h         | 2009 - 2009      |

| Mégane Estate       | Mégane Estate | Mégane Estate | Mégane Estate | Mégane Estate       | Mégane Estate       | Mégane Estate | Mégane Estate | Mégane Estate |
| Type                | Motor         | Motor         | Motor         | Vermogen            | Koppel              | 0–100 km/h    | Topsnelheid   | Jaartal       |
| Type                | Inhoud        | Cilinders     | Kleppen       | Vermogen            | Koppel              | 0–100 km/h    | Topsnelheid   | Jaartal       |
| ------------------- | ------------- | ------------- | ------------- | ------------------- | ------------------- | ------------- | ------------- | ------------- |
| dCi 90              | 1.461 cm³     | 4-in-lijn     | 8v            | 90 pk bij 4000 tpm  | 200 Nm bij 1750 tpm | 12,9 s        | 180 km/h      | 2009 - 2012   |
| dCi 110             | 1.461 cm³     | 4-in-lijn     | 8v            | 110 pk bij 4000 tpm | 240 Nm bij 1750 tpm | 10,8 s        | 190 km/h      | 2009 - 2013   |
| dCi 110             | 1.461 cm³     | 4-in-lijn     | 16v           | 110 pk bij 4000 tpm | 240 Nm bij 1750 tpm | 11,7 s        | 190 km/h      | 2012 - 2016   |
| dCi ECO2/Energy 110 | 1.461 cm³     | 4-in-lijn     | 16v           | 110 pk bij 4000 tpm | 260 Nm bij 1750 tpm | 12,4 s        | 190 km/h      | 2012 - 2016   |
| dCi 130             | 1.870 cm³     | 4-in-lijn     | 8v            | 130 pk bij 3750 tpm | 300 Nm bij 1750 tpm | 9,8 s         | 205 km/h      | 2009 - 2010   |
| dCi 130             | 1.598 cm³     | 4-in-lijn     | 16v           | 130 pk bij 4000 tpm | 320 Nm bij 2000 tpm | 10,1 s        | 200 km/h      | 2012 - 2016   |

| Mégane Coupé        | Mégane Coupé | Mégane Coupé | Mégane Coupé | Mégane Coupé        | Mégane Coupé        | Mégane Coupé | Mégane Coupé | Mégane Coupé |
| Type                | Motor        | Motor        | Motor        | Vermogen            | Koppel              | 0–100 km/h   | Topsnelheid  | Jaartal      |
| Type                | Inhoud       | Cilinders    | Kleppen      | Vermogen            | Koppel              | 0–100 km/h   | Topsnelheid  | Jaartal      |
| ------------------- | ------------ | ------------ | ------------ | ------------------- | ------------------- | ------------ | ------------ | ------------ |
| dCi 90              | 1.461 cm³    | 4-in-lijn    | 8v           | 90 pk bij 4000 tpm  | 200 Nm bij 1750 tpm | 12,5 s       | 180 km/h     | 2008 - 2012  |
| dCi 110             | 1.461 cm³    | 4-in-lijn    | 8v           | 110 pk bij 4000 tpm | 240 Nm bij 1750 tpm | 10,5 s       | 190 km/h     | 2008 - 2013  |
| dCi 110             | 1.461 cm³    | 4-in-lijn    | 16v          | 110 pk bij 4000 tpm | 240 Nm bij 1750 tpm | 11,7 s       | 190 km/h     | 2012 - 2016  |
| dCi ECO2/Energy 110 | 1.461 cm³    | 4-in-lijn    | 16v          | 110 pk bij 4000 tpm | 260 Nm bij 1750 tpm | 12,1 s       | 190 km/h     | 2012 - 2016  |
| dCi 130             | 1.870 cm³    | 4-in-lijn    | 8v           | 130 pk bij 3750 tpm | 300 Nm bij 1750 tpm | 9,5 s        | 210 km/h     | 2008 - 2010  |
| dCi 130             | 1.598 cm³    | 4-in-lijn    | 16v          | 130 pk bij 4000 tpm | 320 Nm bij 2000 tpm | 9,8 s        | 200 km/h     | 2012 - 2016  |
| dCi 150             | 1.870 cm³    | 4-in-lijn    | 8v           | 150 pk bij 3750 tpm | 360 Nm bij 2000 tpm | 9,8 s        | 210 km/h     | 2009 - 2009  |
| dCi 160             | 1.995 cm³    | 4-in-lijn    | 8v           | 160 pk bij 3750 tpm | 380 Nm bij 2000 tpm | 8,5 s        | 220 km/h     | 2009 - 2009  |

| Mégane CC | Mégane CC | Mégane CC | Mégane CC | Mégane CC           | Mégane CC           | Mégane CC  | Mégane CC   | Mégane CC   |
| Type      | Motor     | Motor     | Motor     | Vermogen            | Koppel              | 0–100 km/h | Topsnelheid | Jaartal     |
| Type      | Inhoud    | Cilinders | Kleppen   | Vermogen            | Koppel              | 0–100 km/h | Topsnelheid | Jaartal     |
| --------- | --------- | --------- | --------- | ------------------- | ------------------- | ---------- | ----------- | ----------- |
| dCi 110   | 1.461 cm³ | 4-in-lijn | 16v       | 110 pk bij 4000 tpm | 240 Nm bij 1750 tpm | 13,2 s     | 190 km/h    | 2010 - 2012 |
| dCi 130   | 1.598 cm³ | 4-in-lijn | 16v       | 130 pk bij 4000 tpm | 320 Nm bij 2000 tpm | 10,8 s     | 205 km/h    | 2013 - 2014 |

- EDC-versnellingsbak is een automatische transmissie met dubbele koppeling.

## Vierde generatie

### Kenmerken

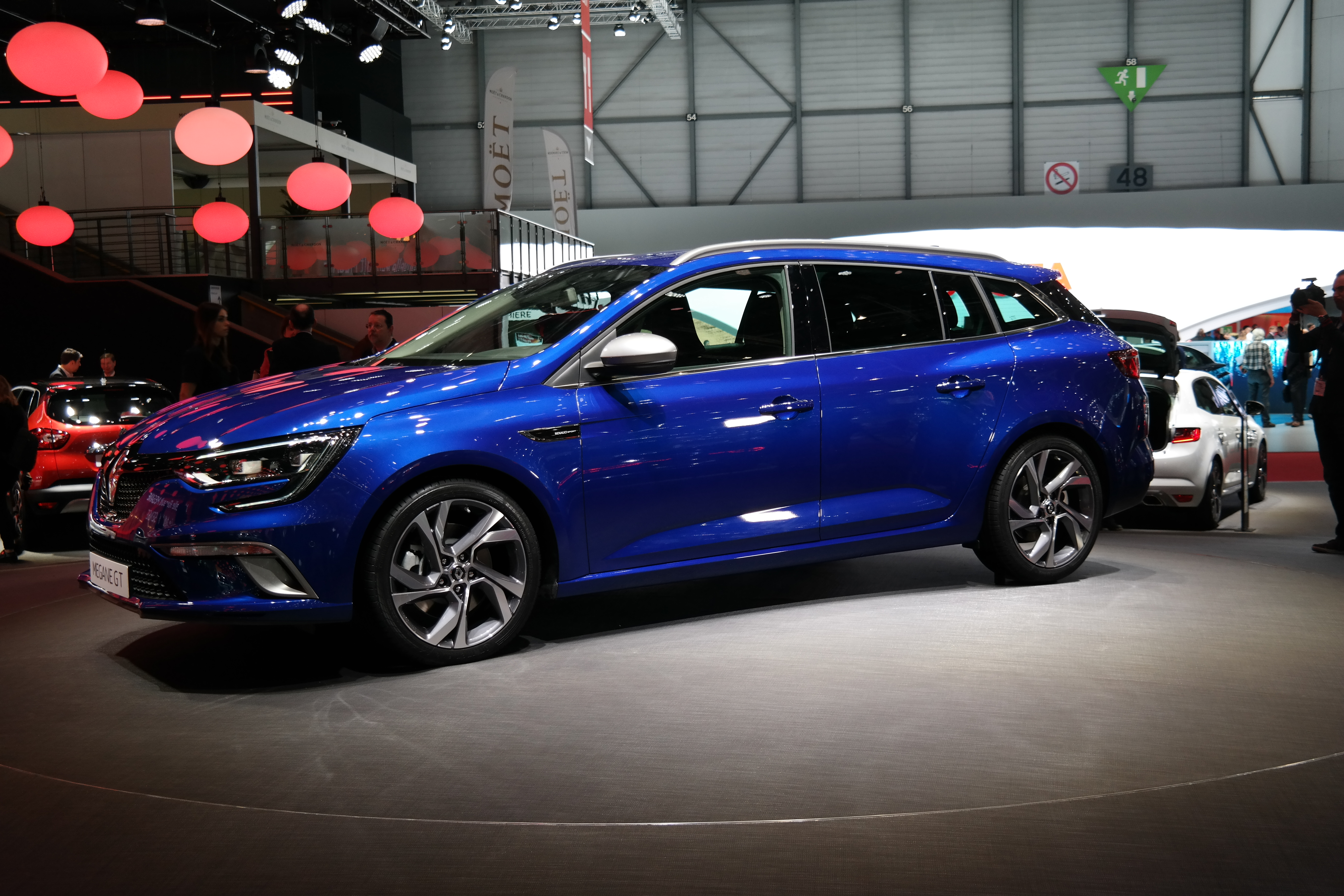
Renault Mégane IV estate

Eind 2015 werd de nieuwe Renault Megane onthuld, die vanaf maart 2016 bij de dealer stond. Vanaf de introductie was alleen de vijfdeurs leverbaar, later volgt de estate uitvoering. Wegens matige verkoopcijfers bij de derde generatie Megane krijgen de driedeurs Coupe en de CC (coupe-cabriolet) geen opvolgers.
De nieuwe Megane is een stukje gegroeid ten opzichte van zijn voorganger. Hij is 25mm lager en spoorbreedte voor groeide met 47mm en achter 39mm, dit komt de rijeigenschappen ten goede. Door de kortere overhang aan de achterkant en de langere wielbasis hebben de achter passagiers meer beenruimte. Deze wijzigingen samen met het nieuwe uiterlijk geven de Megane een sportiever uiterlijk.
Net als zijn grotere broer de Talisman, is de Megane te herkennen aan de LED-verlichting in de vorm van een haakje onder de koplampen.
Ook de uitvoeringen zijn gewijzigd. De Megane is leverbaar in de Life, Zen, Bose, GT-line en GT uitvoering. In navolging van de Laguna, Talisman en Espace is het 4Control vierwielbesturing nu ook leverbaar op de nieuwe Megane GT.
Naast de 1.2 TCe 130 welke ook in de vorige Megane leverbaar was is er een nieuwe instapmotor, de 1.2 TCe 100(pk). Ook nieuw is de 1.6 TCe motor met 205 pk. Er zijn twee dieselmotoren leverbaar, een 1.5 dCI met 110 pk die ook leverbaar is met EDC automaat en een 1.6 dCi met 130 pk. In 2017 verwacht men de snelle RS op basis van de vijfdeurs hatchback. Er verschijnt een vierdeurs sedanvariant, al komt dit model niet naar Nederland.
De Renault Mégane Mégane R.S. Trophy-R is meer dan gewoon een “trofeewagen”, hij moet ook effectief winstgevend zijn. Het model behoudt de motor van de R.S. Trophy zonder aanpassingen.

### Motoren
Gegevens van de basismodellen:

#### Benzine
| Mégane Hatchback    | Mégane Hatchback | Mégane Hatchback | Mégane Hatchback | Mégane Hatchback    | Mégane Hatchback    | Mégane Hatchback | Mégane Hatchback | Mégane Hatchback |
| Type                | Motor            | Motor            | Motor            | Vermogen            | Koppel              | 0–100 km/h       | Topsnelheid      | Jaartal          |
| Type                | Inhoud           | Cilinders        | Kleppen          | Vermogen            | Koppel              | 0–100 km/h       | Topsnelheid      | Jaartal          |
| ------------------- | ---------------- | ---------------- | ---------------- | ------------------- | ------------------- | ---------------- | ---------------- | ---------------- |
| TCe 100             | 1.198 cm³        | 4-in-lijn        | 16V              | 100 pk bij 4500 tpm | 175 Nm bij 1500 tpm | 12,3 s           | 182 km/h         | 2016 - 2018      |
| TCe 115             | 1.330 cm³        | 4-in-lijn        | 16V              | 115 pk bij 5500 tpm | 220 Nm bij 1500 tpm | 11,3 s           | 189 km/h         | 2018 - heden     |
| TCe 130             | 1.198 cm³        | 4-in-lijn        | 16V              | 130 pk bij 5500 tpm | 205 Nm bij 2000 tpm | 10,6 s           | 198 km/h         | 2016 - 2018      |
| TCe 140             | 1.330 cm³        | 4-in-lijn        | 16V              | 140 pk bij 5000 tpm | 240 Nm bij 1600 tpm | 10,4 s           | 201 km/h         | 2018 - heden     |
| TCe 160             | 1.330 cm³        | 4-in-lijn        | 16V              | 160 pk bij 5000 tpm | 260 Nm bij 1600 tpm | 9,2 s            | 212 km/h         | 2018 - heden     |
| TCe 205 EDC         | 1.618 cm³        | 4-in-lijn        | 16V              | 205 pk bij 6000 tpm | 280 Nm bij 2400 tpm | 7,1 s            | 230 km/h         | 2016 - 2018      |
| Turbo 280 RS        | 1.798 cm³        | 4-in-lijn        | 16V              | 280 pk bij 6000 tpm | 390 Nm bij 2400 tpm | 5,8 s            | 255 km/h         | 2018 - heden     |
| Turbo 300 RS Trophy | 1.798 cm³        | 4-in-lijn        | 16V              | 300 pk bij 6000 tpm | 400 Nm bij 2400 tpm | 5,7 s            | 260 km/h         | 2018 - heden     |

| Mégane Estate | Mégane Estate | Mégane Estate | Mégane Estate | Mégane Estate       | Mégane Estate       | Mégane Estate | Mégane Estate | Mégane Estate |
| Type          | Motor         | Motor         | Motor         | Vermogen            | Koppel              | 0–100 km/h    | Topsnelheid   | Jaartal       |
| Type          | Inhoud        | Cilinders     | Kleppen       | Vermogen            | Koppel              | 0–100 km/h    | Topsnelheid   | Jaartal       |
| ------------- | ------------- | ------------- | ------------- | ------------------- | ------------------- | ------------- | ------------- | ------------- |
| TCe 100       | 1.198 cm³     | 4-in-lijn     | 16V           | 100 pk bij 4500 tpm | 175 Nm bij 1500 tpm | 12,6 s        | 182 km/h      | 2016 - 2018   |
| TCe 115       | 1.330 cm³     | 4-in-lijn     | 16V           | 115 pk bij 5500 tpm | 220 Nm bij 1500 tpm | 11,7 s        | 187 km/h      | 2018 - heden  |
| TCe 130       | 1.198 cm³     | 4-in-lijn     | 16V           | 130 pk bij 5500 tpm | 205 Nm bij 2000 tpm | 11,0 s        | 198 km/h      | 2016 - 2018   |
| TCe 140       | 1.330 cm³     | 4-in-lijn     | 16V           | 140 pk bij 5000 tpm | 240 Nm bij 1600 tpm | 10,2 s        | 199 km/h      | 2018 - heden  |
| TCe 160       | 1.330 cm³     | 4-in-lijn     | 16V           | 160 pk bij 5000 tpm | 260 Nm bij 1600 tpm | 9,5 s         | 208 km/h      | 2018 - heden  |
| TCe 205 EDC   | 1.618 cm³     | 4-in-lijn     | 16V           | 205 pk bij 6000 tpm | 280 Nm bij 2400 tpm | 7,4 s         | 230 km/h      | 2016 - 2018   |

#### Diesel
| Mégane Hatchback | Mégane Hatchback | Mégane Hatchback | Mégane Hatchback | Mégane Hatchback    | Mégane Hatchback    | Mégane Hatchback | Mégane Hatchback | Mégane Hatchback |
| Type             | Motor            | Motor            | Motor            | Vermogen            | Koppel              | 0–100 km/h       | Topsnelheid      | Jaartal          |
| Type             | Inhoud           | Cilinders        | Kleppen          | Vermogen            | Koppel              | 0–100 km/h       | Topsnelheid      | Jaartal          |
| ---------------- | ---------------- | ---------------- | ---------------- | ------------------- | ------------------- | ---------------- | ---------------- | ---------------- |
| dCi 110          | 1.461 cm³        | 4-in-lijn        | 8v               | 110 pk bij 4000 tpm | 260 Nm bij 1750 tpm | 11,3 s           | 188 km/h         | 2016 - heden     |
| dCi 130          | 1.598 cm³        | 4-in-lijn        | 16v              | 130 pk bij 4000 tpm | 320 Nm bij 1750 tpm | 10,0 s           | 199 km/h         | 2016 - heden     |
| dCi 165 EDC      | 1.598 cm³        | 4-in-lijn        | 16v              | 165 pk bij 4000 tpm | 380 Nm bij 1750 tpm | 8,8 s            | 214 km/h         | 2017 - 2018      |

| Mégane Estate | Mégane Estate | Mégane Estate | Mégane Estate | Mégane Estate       | Mégane Estate       | Mégane Estate | Mégane Estate | Mégane Estate |
| Type          | Motor         | Motor         | Motor         | Vermogen            | Koppel              | 0–100 km/h    | Topsnelheid   | Jaartal       |
| Type          | Inhoud        | Cilinders     | Kleppen       | Vermogen            | Koppel              | 0–100 km/h    | Topsnelheid   | Jaartal       |
| ------------- | ------------- | ------------- | ------------- | ------------------- | ------------------- | ------------- | ------------- | ------------- |
| dCi 110       | 1.461 cm³     | 4-in-lijn     | 8v            | 110 pk bij 4000 tpm | 260 Nm bij 1750 tpm | 11,6 s        | 188 km/h      | 2016 - heden  |
| dCi 130       | 1.598 cm³     | 4-in-lijn     | 16v           | 130 pk bij 4000 tpm | 320 Nm bij 1750 tpm | 10,6 s        | 199 km/h      | 2016 - heden  |
| dCi 165 EDC   | 1.598 cm³     | 4-in-lijn     | 16v           | 165 pk bij 4000 tpm | 380 Nm bij 1750 tpm | 8,9 s         | 214 km/h      | 2017 - 2018   |

## Verkoopcijfers in Nederland vanaf 1995
Totaal : 200840
In productie:
5 E-Tech · 
Arkana · 
Austral · 
Captur · 
Clio · 
Espace · 
Kadjar · 
Kangoo · 
Koleos · 
Master · 
Mégane · 
Mégane E-Tech · 
Rafale · 
Scenic E-Tech · 
Symbioz · 
Symbol · 
Trafic · 
Twingo · 
Twingo Electric · 
Zoe

Uit productie:
3 · 
4 · 
5 · 
6 · 
7 · 
8 · 
9 · 
10 · 
11 · 
12 · 
14 · 
15 · 
16 · 
17 · 
18 · 
19 · 
20 · 
21 · 
25 · 
30 · 
2CV · 
4CV · 
Avantime · 
Caravelle · 
Dauphine · 
Domaine · 
Estafette ·
Express · 
Floride · 
Fluence ·
Frégate · 
Fuego · 
Juvaquatre ·
Laguna · 
Latitude · 
Modus · 
Nervastella · 
Novaquatre · 
Ondine · 
Prairie · 
Primaquatre · 
Rodeo · 
Safrane · 
Savanne · 
Scénic · 
Spider · 
Talisman · 
Thalia · 
Twizy · 
Vel Satis · 
Vivasport · 
Vivastella · 
Wind